# Мемориальный дом-музей К. Г. Паустовского (Таруса)
Мемориальный дом-музей К. Г. Паустовского — учреждение культуры литературной направленности в городе Таруса, посвящённое жизни и творчеству русского советского писателя К. Г. Паустовского (1898—1968).
Писатель жил и работал в этом доме последние 13 лет своей жизни.
Дом-музей является структурным подразделением московского Музея К. Г. Паустовского. Площадь дома составляет 128 м², земельного участка — 2,27 га. Адрес в Тарусе — ул. Пролетарская, д. 2.

## История

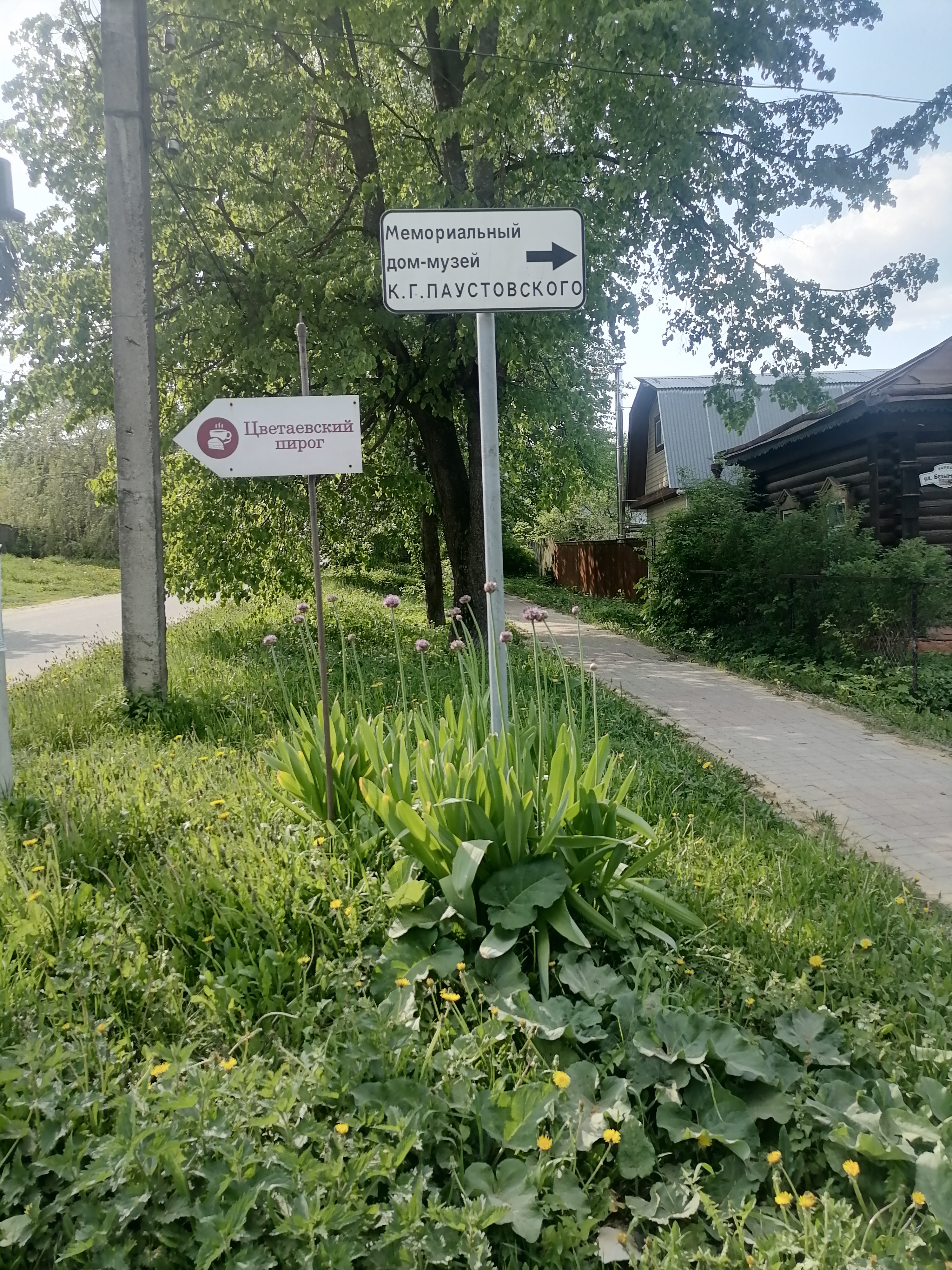
Указатель на улице Розы Люксембург

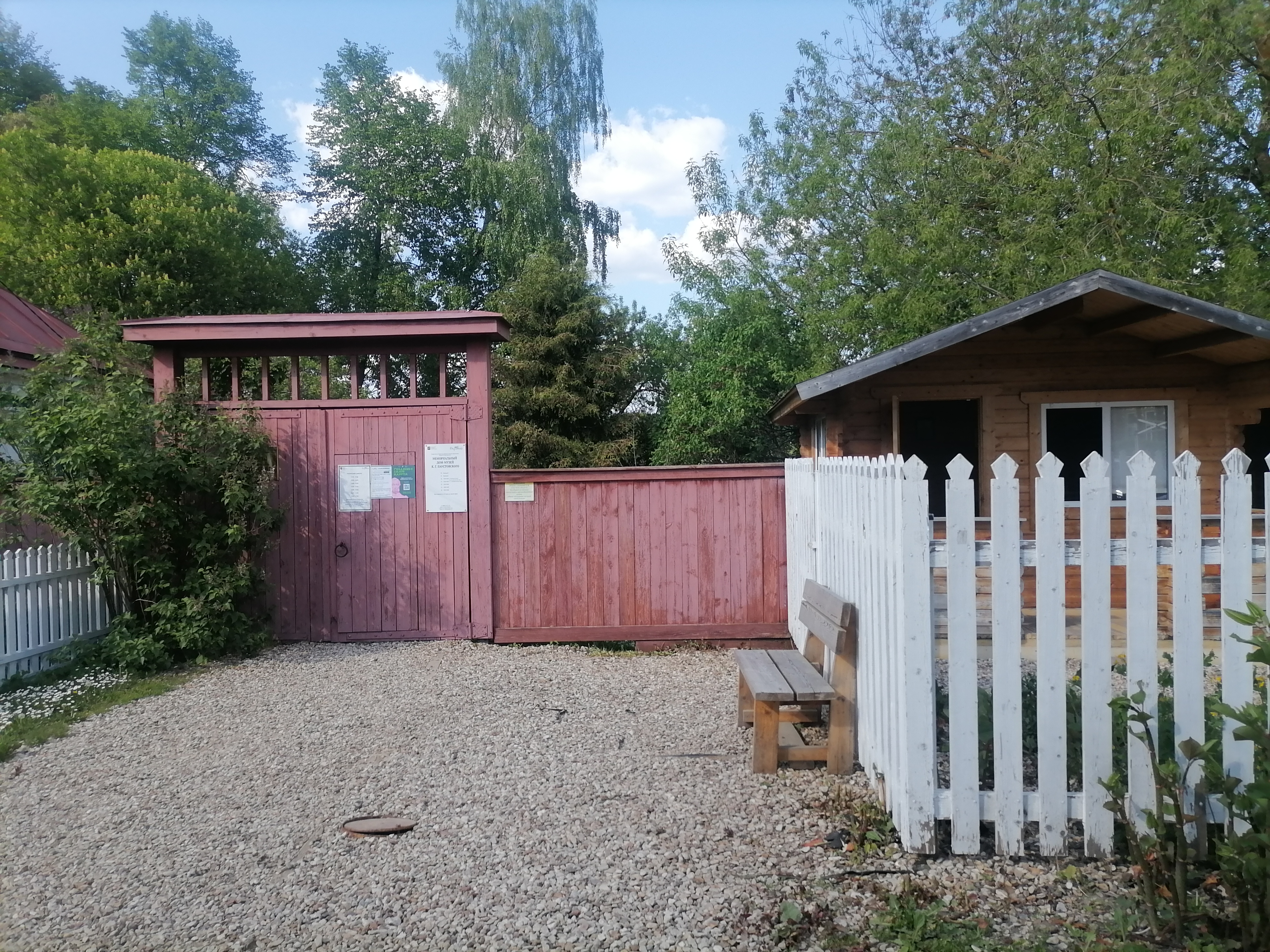
Ворота музея

Писатель жил в Тарусе с 1955 года до последнего года своей жизни. Здесь его третьей женой, Татьяной Арбузовой, для отдыха и работы была приобретена в собственность часть дома с тремя комнатами. Не участвовавший в покупке Паустовский изначально просил принять во внимание три его пожелания: первое — существенная удалённость от железной дороги, второе — близкое расположение у реки (писатель был заядлым рыболовом), третье — отсутствие комаров, сильно досаждавших писателю в прежних местах.
Приобретённый дом находился в очень плохом состоянии, Константин Георгиевич писал: «Таня выкинула штуку, купив гнилую избу в Тарусе». Однако в течение двух лет дом удалось привести в надлежащий вид, пристроить помещение для рабочего кабинета писателя, создать условия для полноценной жизни и работы, хотя и очень скромные. Приёмная дочь Паустовского, Галина Арбузова, вспоминала: «…жили в маленьком домике, где была безумная теснота». «В писательских домах обычно царит атмосфера постоянной тишины… — У нас в доме такого никогда не было».
За время пребывания в доме писателем были написаны главы автобиографической «Повести о жизни» («Время больших ожиданий», «Бросок на юг», «Книга скитаний») и «Золотой розы», многие рассказы (в том числе «Ильинский омут»), повести, очерки и статьи. Здесь Константин Георгиевич принимал многочисленных коллег, друзей, учеников и почитателей своего творчества, среди них Самуил Алянский, Николай Заболоцкий, Ариадна Эфрон, Николай Оттен, Булат Окуджава, Борис Слуцкий, Юрий Казаков, Маргарита Алигер, Борис Балтер, Кирилл Зданевич, Алексей Баталов, Лидия Делекторская, Надежда Мандельштам. Там же Паустовский проводил заседания редколлегий созданных по его инициативе альманахов «Литературная Москва» (1956) и «Тарусские страницы» (1961).
После покупки недвижимости Татьяна Арбузова заложила сад на месте плантации клубники, занимавшей участок у дома. Специально подобранные деревья прижились и напоминали писателю дорогие ему места: каштан — Киев, магнолия — Ялту. В саду возвели застеклённую беседку, где в летнее время писатель мог работать в уединении. Справа от беседки посадили жасмин, слева очень радовавшие писателя сочетанием красного и зелёного цветов тую и рябину, ещё — бересклеты, голубые ели, липы, яблони (антоновка, золотая китайка, папировка, коричное полосатое, две декоративные), сирени, ругозу, розы, много цветов (ныне сохранилась одна антоновка и два куста роз). Был создан участок диких цветов: ландышей, лесных фиалок, колокольчиков, папоротников
С 1972 года в комнате младшего сына писателя, Алексея, жил муж Галины Арбузовой, писатель Владимир Железников.
После кончины Паустовского дом перешёл в собственность Галины Арбузовой, ею и Владимиром Железниковым была выкуплена и вторая половина дома. В 2014 году весь участок был передан ими в дар государству
В мае 2010 года в доме случился пожар, сгорели сарай и приобретённые наследниками писателя жилые помещения полностью, погибла часть архивов, мемориальные комнаты удалось отстоять. По официальной версии, пожар произошёл из-за неисправной электропроводки, последствия пожара были устранены.
С предложением открыть в доме музей Паустовского обращалась в Министерство культуры ещё Татьяна Арбузова. Музей открыт к 120-летию со дня рождения Паустовского, 31 мая 2012 года. К 80-летию писателя (1972) на доме была установлена и торжественно открыта мемориальная доска писателю.

## Экспозиция

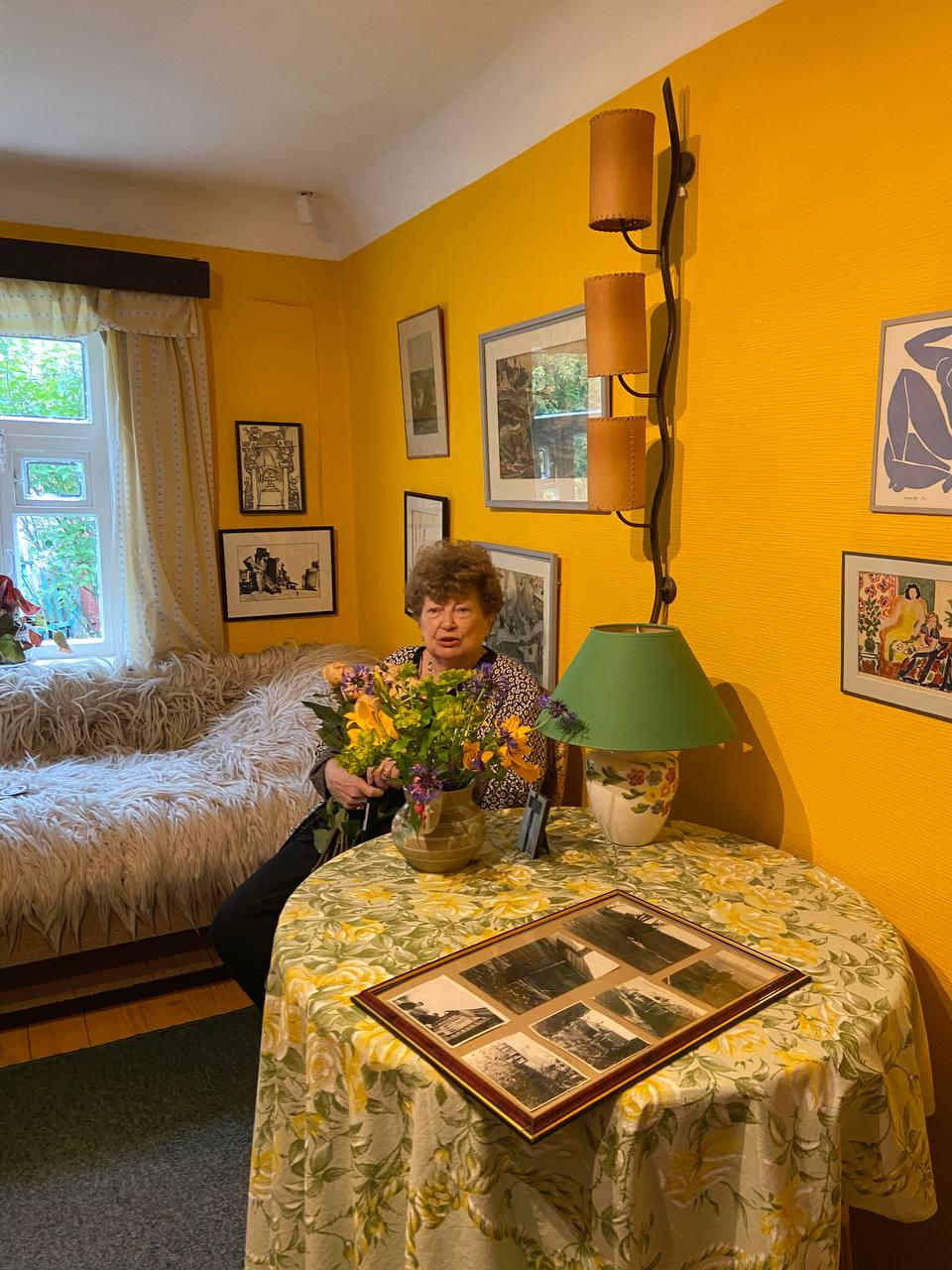
Галина Арбузова — хранитель Дома-музея К. Г. Паустовского

В помещениях музея воссоздана аутентичная обстановка 1950—1960-х годов, представлены личные вещи писателя: любимое рабочее «вольтеровское» кресло, подаренная другом подзорная труба, внушительный фолиант лоции
Чёрного моря, картины, фотографии близких ему людей (в том числе его фото с Марлен Дитрих, подарок ему от немецкой актрисы) и членов его семьи, большой интерес представляет полностью реконструированный рабочий кабинет. Кроме кабинета в музее посетителям открыты прихожая-гостиная, комнаты Татьяны Алексеевны Паустовской и младшего сына писателя, Алексея Паустовского.
С 2016 года работает мемориальный кабинет Владимира Железникова.

## Дом-музей в литературе
В 1963 году Булат Окуджава посвятил комнате в доме стихотворение:

Люблю я эту комнату,

где розовеет вереск

в зеленом кувшине́.

Люблю я эту комнату,

где проживает ересь

с богами наравне.<...>

Люблю я эту комнату,

где даже давний берег

так близок — не забыть…

Где нужно мало денег,

чтобы счастливым быть.

## Галерея

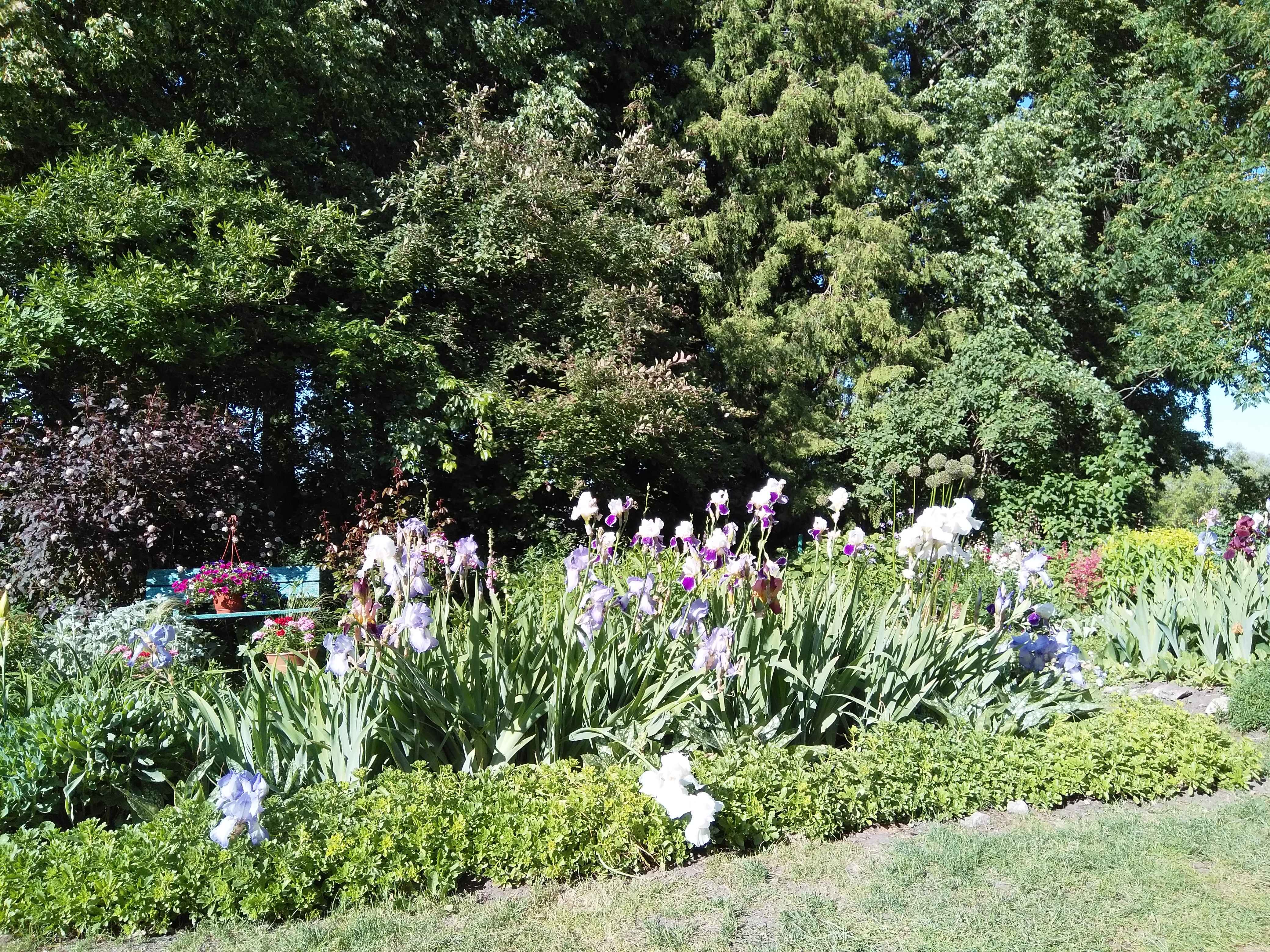
Сад
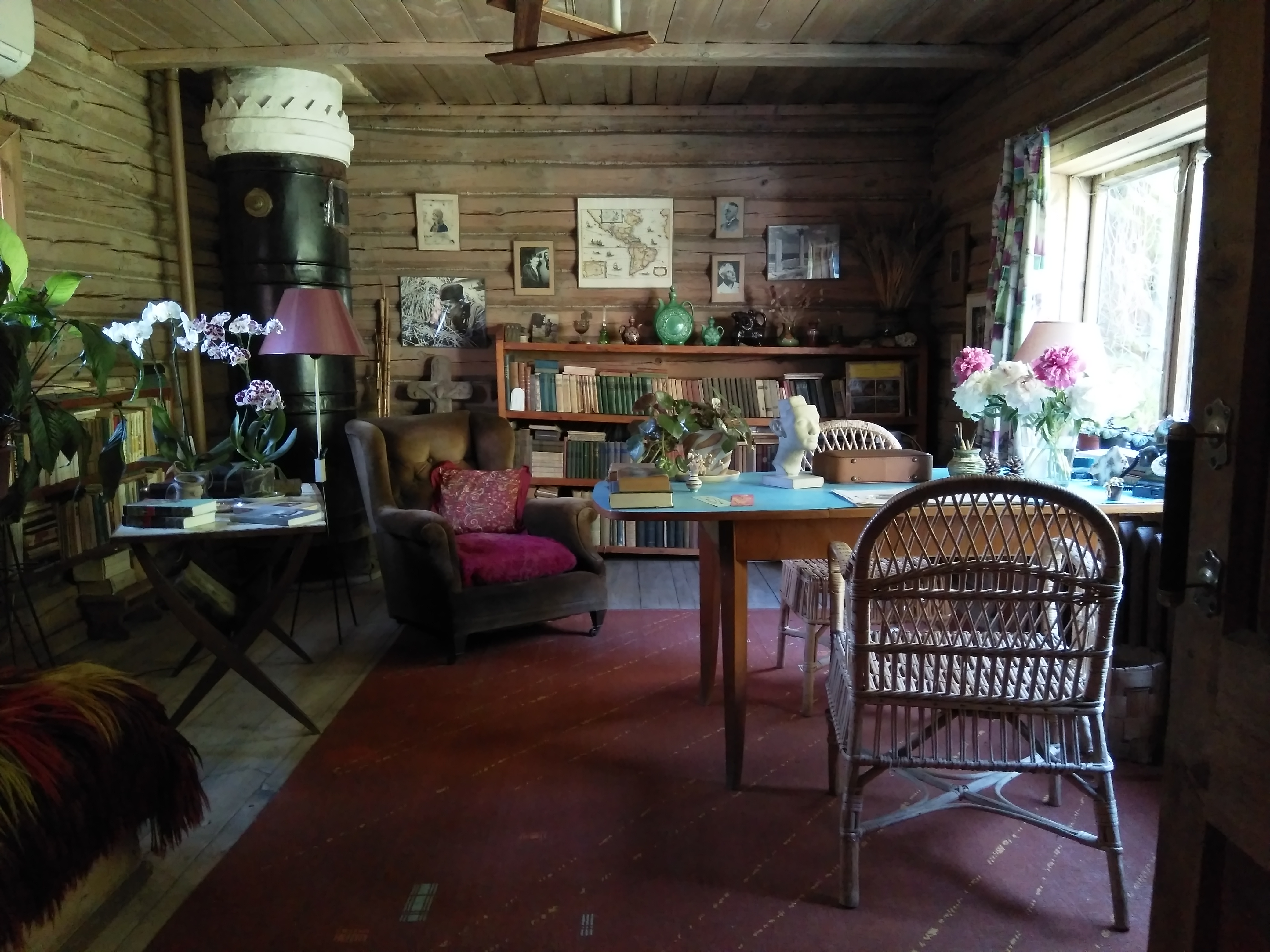
Кабинет Паустовского
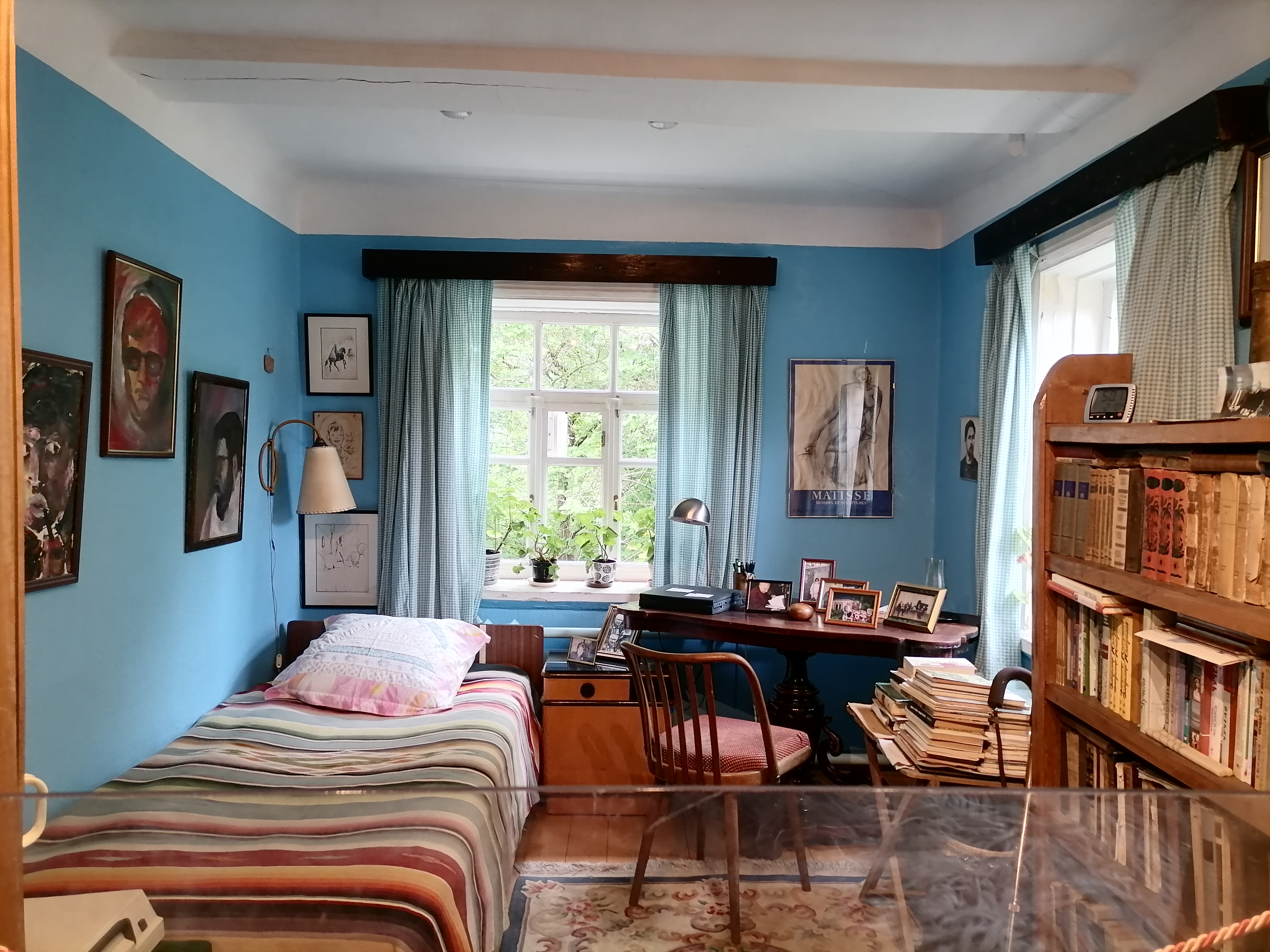
кабинет В. Железникова
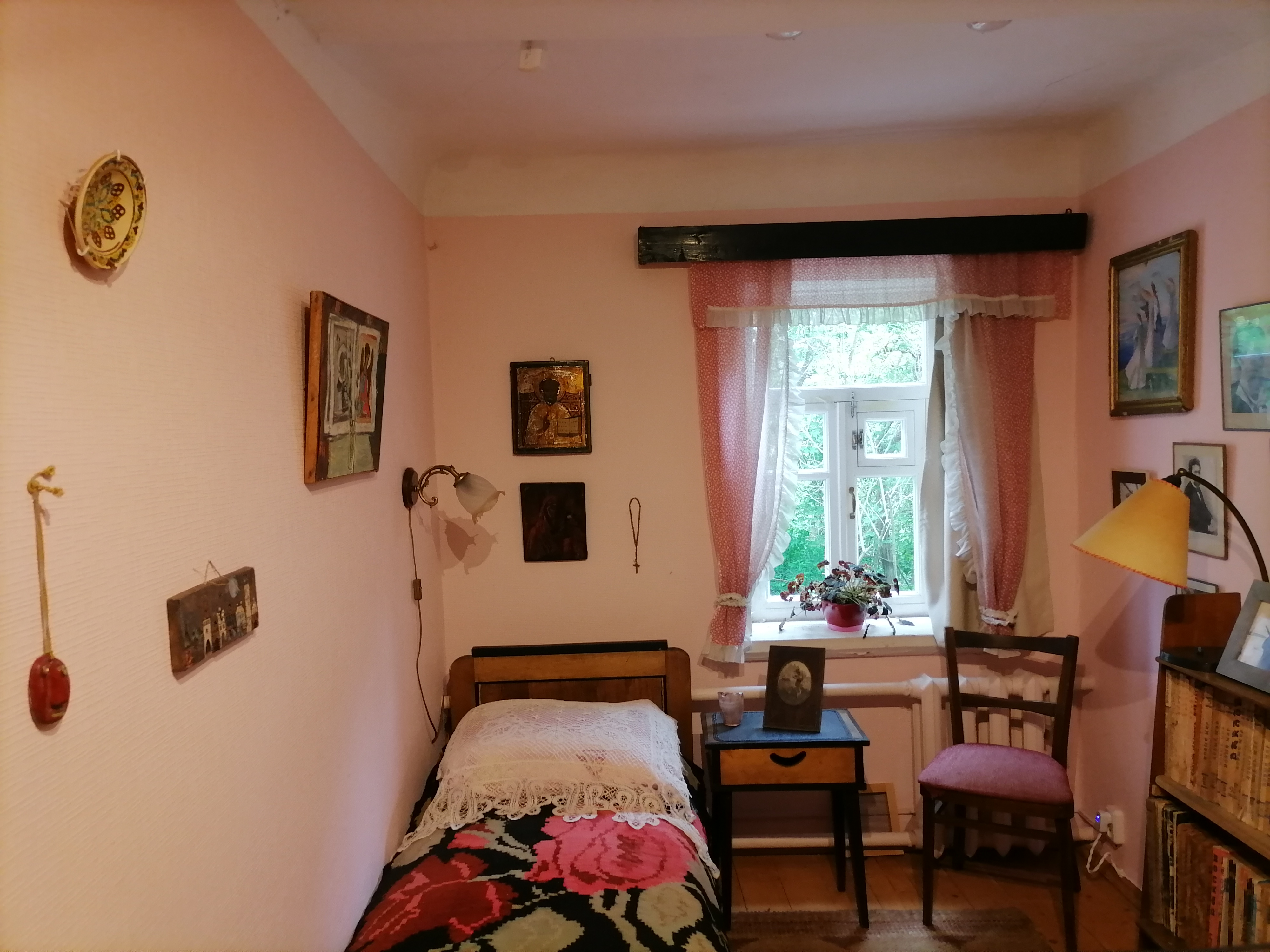
комната Т. Арбузовой
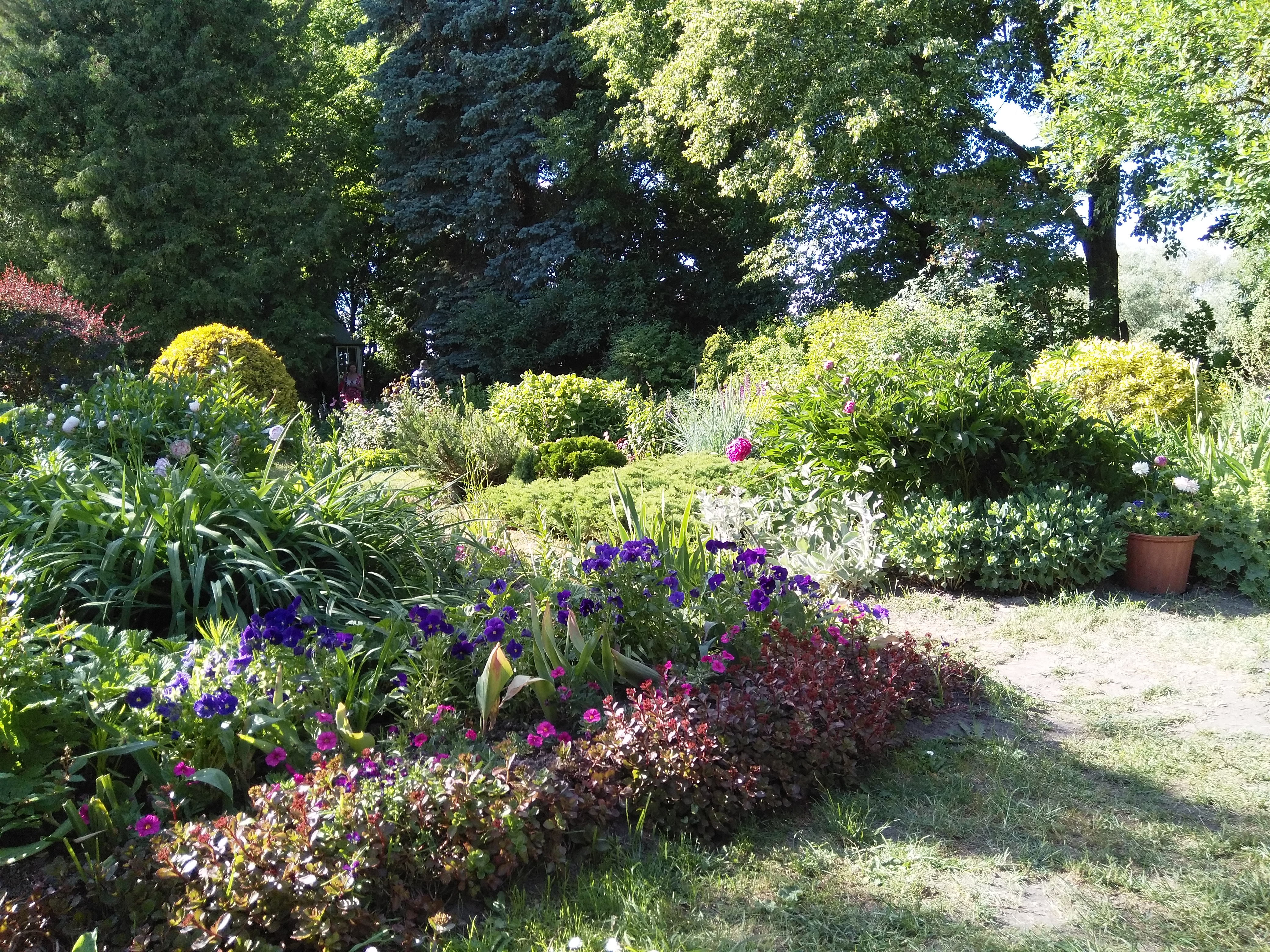
Сад
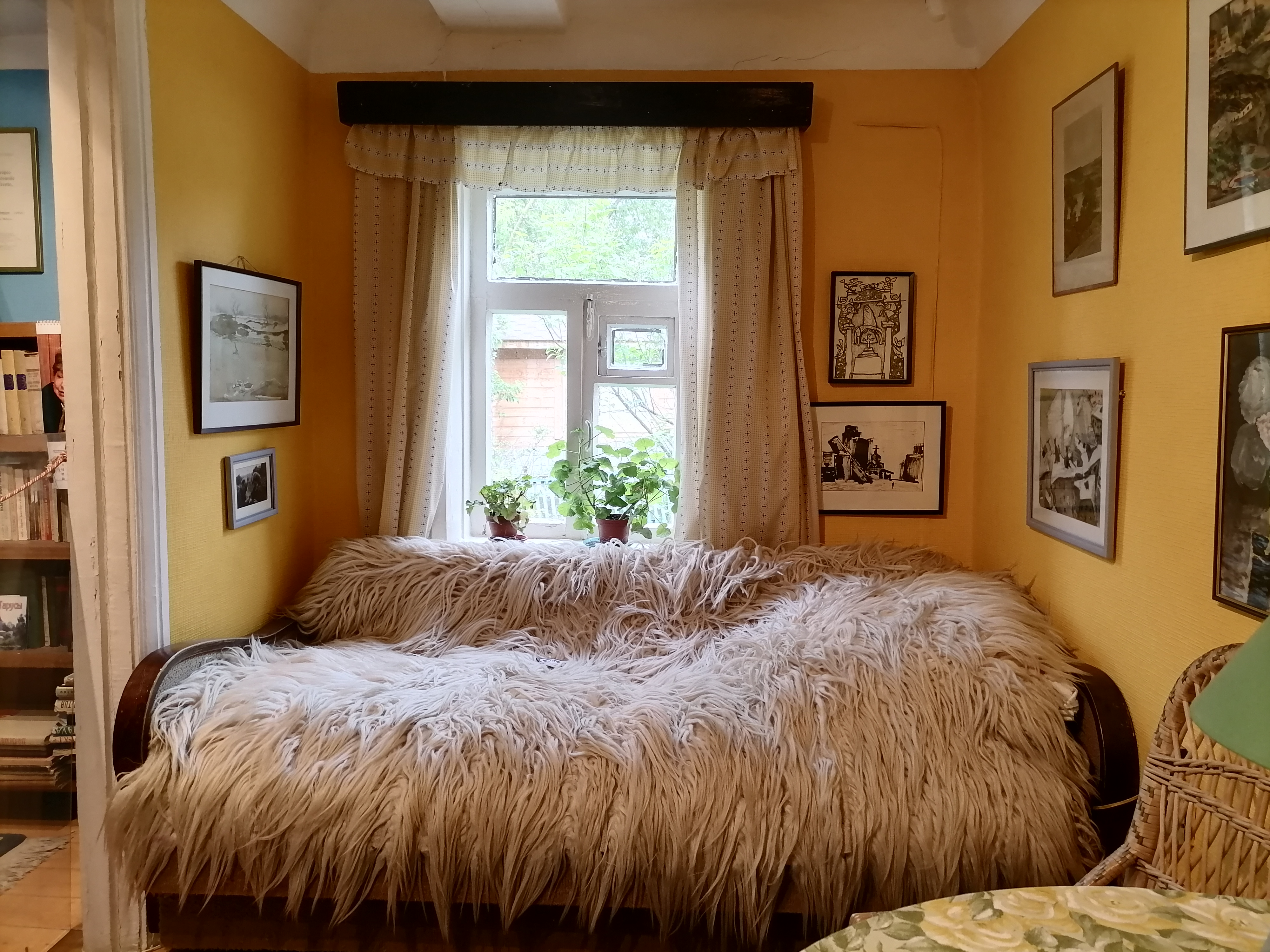
диван Паустовского